# نشوا (آیووا)
نشوا (به انگلیسی: Nashua) شهری در ایالت آیووا کشور ایالات متحده آمریکا است که جمعیت آن در سرشماری سال ۲۰۱۰ میلادی، ۱٬۶۶۳ نفر بوده‌است.